# Rem (Hörfunksendung)
Rem – das Computermagazin (auch REM geschrieben) war eine Schulfunksendung des DDR-Rundfunks zum Thema Computer. Der Name bezieht sich auf das Schlüsselwort REM, mit dem in der Programmiersprache BASIC Kommentare eingeleitet werden.

## Geschichte
Im Sommer 1986 begann Radio DDR II mit der Ausstrahlung einer Lehrsendung über Computertechnik im Rahmen des Schulfunks. Am 16. Oktober 1986 wurde innerhalb der Sendung „Effektives Programmieren in BASIC“ zum ersten Mal ein Computerprogramm über den Hörfunk ausgestrahlt. Die Übertragung erfolgte analog dem Aufzeichnungsverfahren auf Kassettenbändern mittels hörbarer Töne, die der Radiohörer zuhause auf Band mitschneiden konnte.
Anfangs kam es zu Schwierigkeiten, da die Radioübertragung nicht zuverlässig funktionierte. In späteren Sendungen klappte die Übertragung besser, nachdem sie von Mono auf Stereo umgestellt wurde, wobei der eine Kanal voll und der andere Kanal mit −30 dB ausgesteuert wurde.